# Agustín de Madrid
Fra Agustín de Madrid O.F.M. Desc. (Madrid, s. XVII-XVIII) va ser un franciscà descalç.
Va ser predicador i qualificador del tribunal de la Santa Inquisició. Més tard, l'any 1696, va passar en missió a les illes Filipines,anomenada pels franciscans província de San Gregorio, en qualitat de sacerdot amb molts altres frares, per després tornar a Madrid, on va fer imprimir les seves obres, que aleshores portava molt avançades, segons explica fra Marcos de Santa Rosa a la crònica de la província de San José. L'obra de la Biblioteca Franciscana desdobla aquest frare en dues persones, però segons l'opinió de José Antonio Álvarez té més crèdit l'obra de Santa Rosa. Escrigué tres obres:
- Vida de la venerable Madre Sor Gerónima de la Asumpcion, abadesa y fundadora del Convento de las Descalzas Clarisas de la Ciudad de Manila. Madrid, 1717.
- Relacion del Viage que hizo el Abad Don Juan Bautista Sidoti, desde Manila al Imperio del Japon, enviado por el SS.P. Innocencio XI. Madrid, 1717.
- Memorial del estado de la Santa Provincia de San Gregorio en Filipinas, y de las Misiones del Imperio de la China. 1715, obra que va presentar al rei Felip V d'Espanya.